# Rypefjord (Noorwegen)
Rypefjord is een plaats in de Noorse gemeente Hammerfest, provincie Finnmark. Rypefjord telt 1745 inwoners (2007) en heeft een oppervlakte van 0,92 km².